# Rio Brusturoasa
O Rio Brusturoasa é um rio da Romênia afluente do Rio Trotuş, localizado no distrito de Bacău.